# Barda

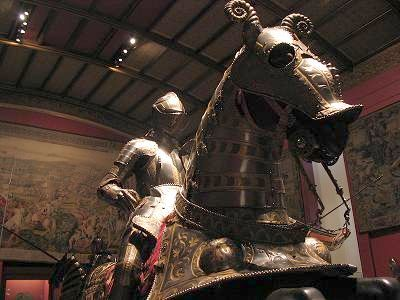
Armadura de parada de Felipe II en el Palacio Real (Madrid).

Barda es lo mismo que arnés o armadura de vaqueta (cuero de ternera curtido) o hierro. Servía para guarnecer el cuerpo de los caballos de manera que quedaba protegido en la guerra y en los torneos. Es una palabra que nos llega del italiano y no debe confundirse con su homónima barda, con el significado de cerca o murete de espino o seto, ya que esta voz se infiltró en el latín por medio del antiguo lenguaje ibérico.
Durante el reinado de Carlos V, la caballería se dividía en pesada (es decir, los hombres de armas, pesadamente armados) y ligera. En la caballería pesada, el caballo iba bien protegido por una armadura formada por testera, capizana, petral, flanquera y barda. En la caballería ligera el jinete se cubría con una armadura incompleta y el caballo estaba menos protegido. Este tipo de caballería recibía nombres como caballos ligeros y estradiotes (soldados mercenarios de a caballo procedentes de Albania).

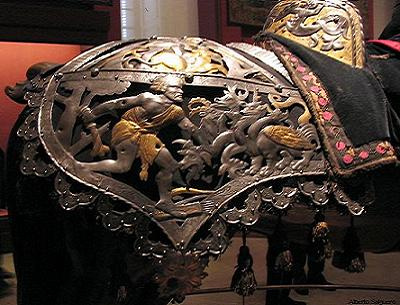
Barda de Carlos V en el Palacio Real (Madrid).

La barda que presenta la imagen fue comprada por Felipe II en la testamentaría de su hijo el príncipe Carlos. Por la decoración que muestra puede asociarse a la armadura llamada de ondas o nubes de Felipe II. Estas armaduras lujosas eran símbolo externo de poder y ostentación y se usaban únicamente en las paradas. Se las conocía así, como armadura de parada.
Esta exquisita barda perteneció al Emperador Carlos V realizada hacia 1518 y se encuentra en la armería del Palacio Real de Madrid.
Se aprecian en ella motivos referentes a Hércules y la vida de Sansón, ambos héroes relacionados con la fuerza. Siguiendo la costumbre de la época de recurrir a la utilización de la mitología para exaltar el poder político.